# Amt Marne-Nordsee
Amt Marne-Nordsee er et amt i det nordlige Tyskland, beliggende under Kreis Dithmarschen. Kreis Dithmarschen ligger i den sydvestlige del af delstaten Slesvig-Holsten. Amtets administration er beliggende i Marne.
Amtet blev dannet 1. januar 2008 af kommunerne i det daværende amt Kirchspielslandgemeinde Marne-Land, den indtil da amtsfrie by Marne og den indtil da amtsfrie kommune Friedrichskoog.

## Kommuner i amtet
1. Diekhusen-Fahrstedt
2. Friedrichskoog
3. Helse
4. Kaiser-Wilhelm-Koog
5. Kronprinzenkoog
6. Marne, købstad
7. Marnerdeich
8. Neufeld
9. Neufelderkoog
10. Ramhusen
11. Schmedeswurth
12. Trennewurth
13. Volsemenhusen

## Geografi
Amtet omfatter næsten hele marskområdet i den sydlige del af Ditmarsken.

## Erhvervsliv
I amtet ligger Tysklands første vindmøllepark samt det største testoråde for vindmøller i verden. Ellers er de primære erhverv turisme og landbrug, men der er også fiskeri og fiskeforarbejdning samt i Friedrichskoog olieudvinding. Mange arbejdstagere pendler til Brunsbüttel, Meldorf og Itzehoe.